# Scleropogon oaxacensis
Scleropogon oaxacensis là một loài ruồi trong họ Asilidae. Scleropogon oaxacensis được Martin miêu tả năm 1968. Loài này phân bố ở vùng Tân nhiệt đới.